# Ярославская белорусская рада
Ярославская белорусская рада (бел. Яраслаўская беларуская рада) — белорусская национальная организация, созданная в Ярославле в 1916 году, ставившая своей целью объединение белорусов-беженцев вокруг национальной идеи, посильное оказание материальной и юридической помощи потерпевшим от Первой мировой войны, проведение благотворительных акций, культурно-просветительских вечеров. Инициатором создания общества был круг преподавателей и учащихся Минского учительского института в Ярославле. Участники совета готовили на белорусском языке лекции и рефераты по истории и культуре Белоруссии. Во внеурочное время в институте преподавал известный белорусский учёный и общественный деятель Всеволод Игнатовский. Во время жизни в Ярославле, активным членом общества являлся белорусский поэт Максим Богданович.